# 光あふれて (行進曲)
「光あふれて」（ひかりあふれて）は日本の都道府県の一つ、北海道の道民歌として1967年（昭和42年）に制定された行進曲。
本項では「光あふれて」と同時に「北海道民のうた」として制定され、同じレコード盤に収録されているホームソング「むかしのむかし」と道民音頭「北海ばやし」についても解説する。

## 解説
1968年（昭和43年）が北海道の開道（開拓使設置）100周年に当たる記念事業の一環として1966年に北海道庁に道内の学識経験者・詩人・音楽関係者を委員とする「北海道民のうた選定委員会」が立ち上げられ、行進曲・ホームソング・音頭の3部門で歌詞を公募した。応募総数は1463編（行進曲558編・ホームソング501編・音頭404編）で、同年11月29日に各部門の入選作品が発表され選定委員会の補作を経て1967年（昭和42年）5月27日に「北海道民のうた」として3曲を同時に制定した。作曲はいずれも選定委員会からの依頼により行われ、キングレコードよりシングル盤が発売された。
現在、北海道の主催行事や国民体育大会で演奏されるのは「光あふれて」のみであり他の2曲については演奏の機会が失われているが、道の公式サイトでは3曲とも紹介されている。

## 収録曲
- 北海道民のうた選定委員会「北海道民のうた」（キングレコード、NDS-28）

A面
1. 光あふれて（行進曲） - 歌唱：ボニージャックス
作詞 - 太田武彦、補作詞 - 北海道民のうた選定委員会、作曲・編曲 - 中村八大
2. むかしのむかし（ホームソング） - 歌唱：梓みちよ、ボニージャックス
作詞 - 広瀬龍一、作曲 - 中田喜直

B面
1. 北海ばやし（道民音頭） - 歌唱：ペギー葉山、ボニージャックス
作詞 - 清原千晴、作曲 - 廣瀬量平
2. 光あふれて（吹奏楽） - 演奏：キング吹奏楽団

### むかしのむかし
ホームソング「むかしのむかし」は行進曲に対し「軽快で明るくいつでも楽しく歌えるもの」として制定された。歌詞の内容は1番から時系列順に入植者の生活ぶりと現在の繁栄を描写したものとなっており『事典 シンボルと公式制度 日本篇』130ページに1・2・4番の歌詞が掲載されている。

### 北海ばやし
道民音頭「北海ばやし」は選定当時に奈良県や福岡県を始め「県民音頭」の制定が流行していたことに呼応して作成された。しかし、ソーラン節を始めとする道内の伝統的な民謡に取って代わるには至らず、半ば忘れ去られた状態となっている。